# Karin Rabe
Karin Rabe, född 17 februari 1954, är en svensk orienterare som blev världsmästare i stafett 1981, 1983, 1985 och 1989, hon har även tagit tre VM-silver och två VM-brons. I SM har Rabe tagit tolv guld.